# 라스 캄파나스 천문대

라스 캄파나스 천문대(Las Campanas Observatory)는 워싱턴의 카네기 재단 (Carnegie Institution for Science)에서 운영하는, 칠레 아타카마 주에 소재한 천문대이다. 칠레 아타카마 사막 남쪽 변경 산 위에 위치하며, 도시 라 세레나에서는 북동쪽으로 약 100km 떨어져 있다. 주요 장비는 6.5-미터 '마젤란' 망원경과 2.5-미터 '듀퐁' 망원경이다. 거대 마젤란 망원경이 2025년 이곳에 세워질 예정이다.

## 망원경
- 마젤란 망원경 — 이 쌍둥이 6.5-미터 마젤란 망원경은 카네기 재단, MIT, 하버드 대학, 미시간 대학, 애리조나 대학이 참여한 컨소시엄에 의해 건립되어 운영되고 있다. '월터 바데' 망원경은 2000년 9월 15일에, '란든 클레이' 망원경은 2002년 9월 7일에 첫 관측을 시작하였다.
- 듀퐁 망원경 — 이 2.5-미터(100-인치) 듀퐁 망원경은 1977년부터 작동하였다.
- 스워프 망원경 — 이 1.0-미터(40-인치) 스워프 망원경은 1971년부터 작동하였다. 라스 캄파나스 천문대의 첫 번째 망원경이다. 카네기 재단 천문학자 헨리타 스워프의 이름을 따 이름이 지어졌다.
- 바르샤바 망원경 — 구경 1.3미터, 폴란드의 바르샤바(Warsaw) 대학 천문대 소유.
- 거대 마젤란 망원경 (예정) — 유효 구경 24.5미터 (일곱장의 8.4미터 반사경 모음)
- 난텐 망원경(NANTEN Telescope) (이전됨) — 일본의 구경 4미터의 밀리미터파 전파망원경, ALMA 프로젝트와 연동시키기 위해 칠레의 아타카마 사막으로 옮겨짐.

## 기타 장비
- 직촬 CCD 카메라
- 광시야 적외선 카메라(Wide Field IR Camera)
- 광시야 재처리 CCD 카메라(Wide Field Reimaging CCD Camera)
- 볼러 & 치븐스 분광기 (Boller & Chivens Spectrograph, 슬릿 Spectrograph)
- 에셸 분광기

## 사진들

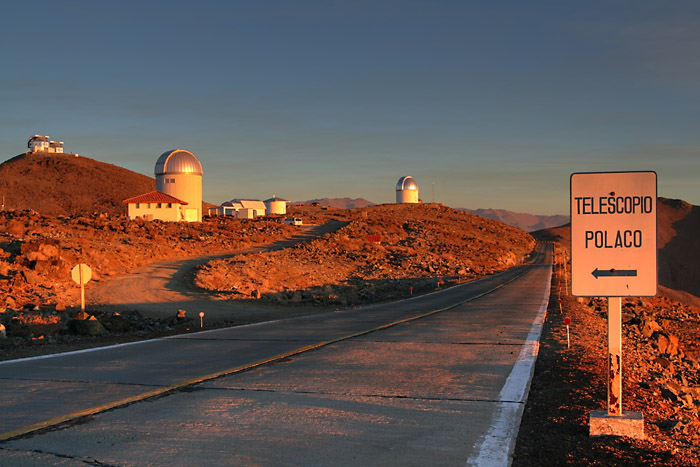
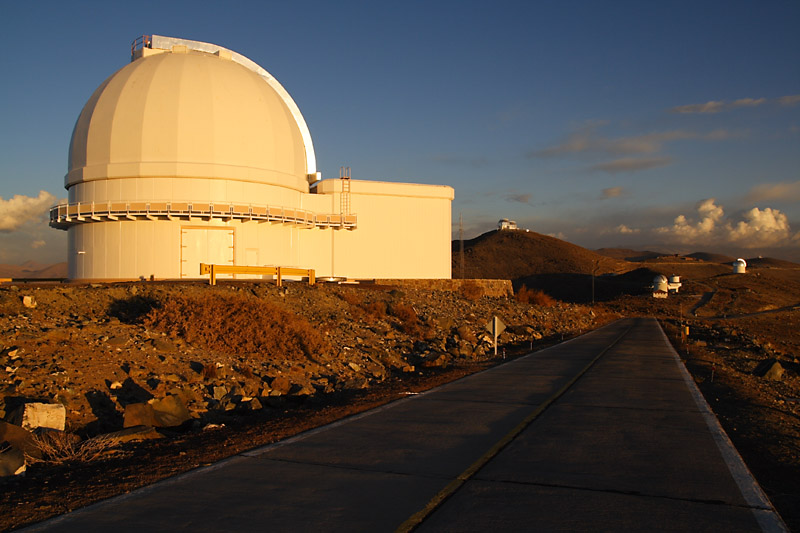
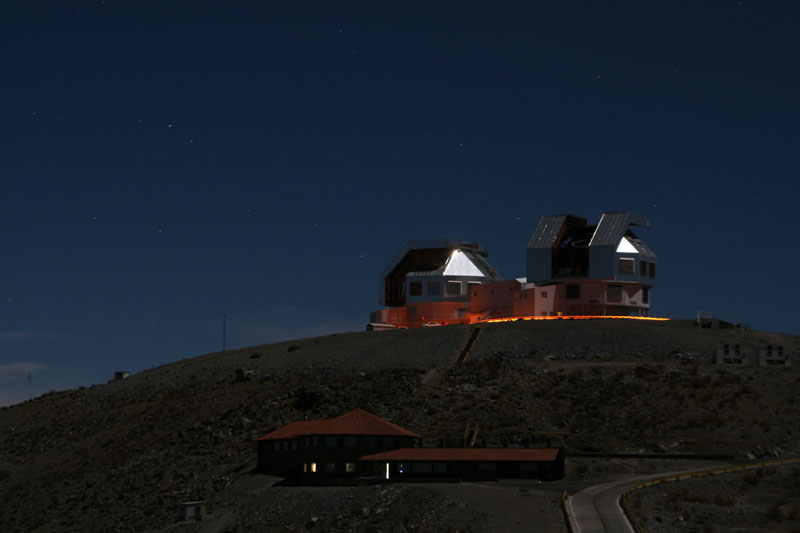
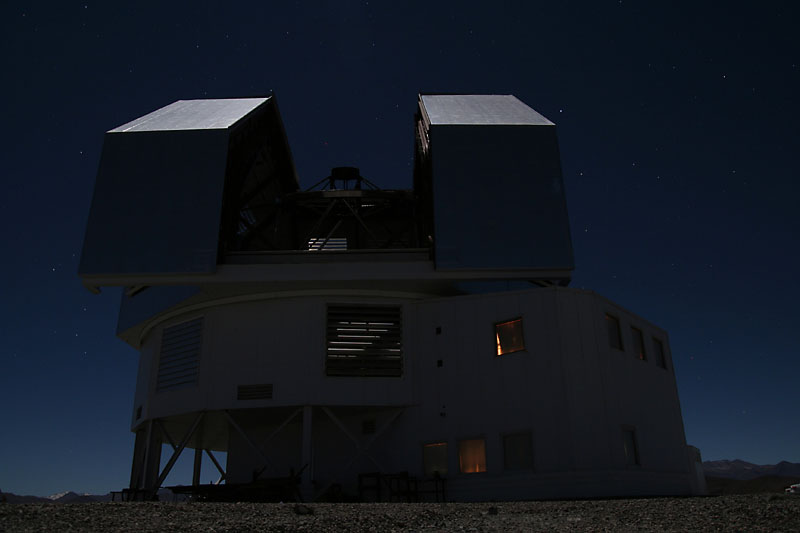
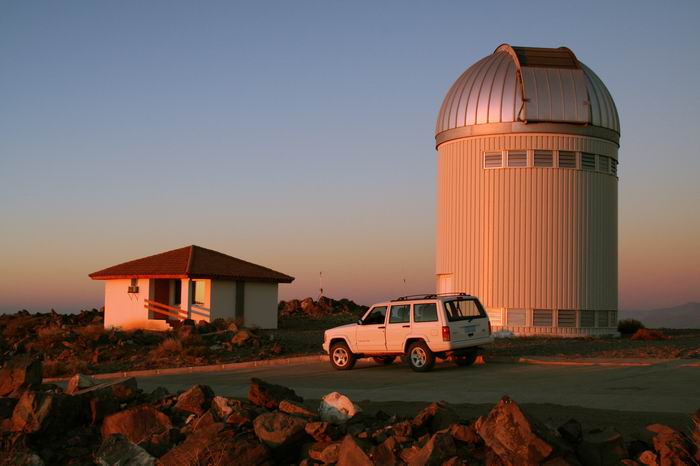
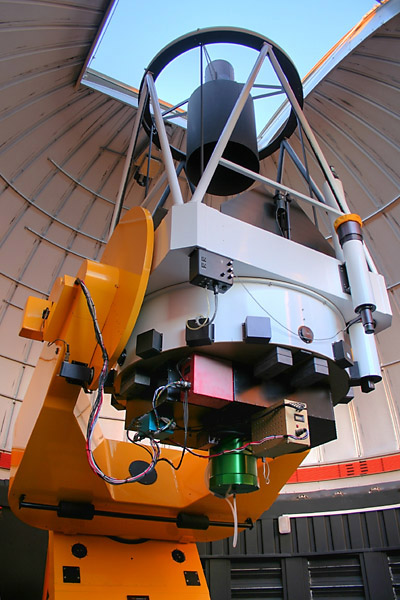
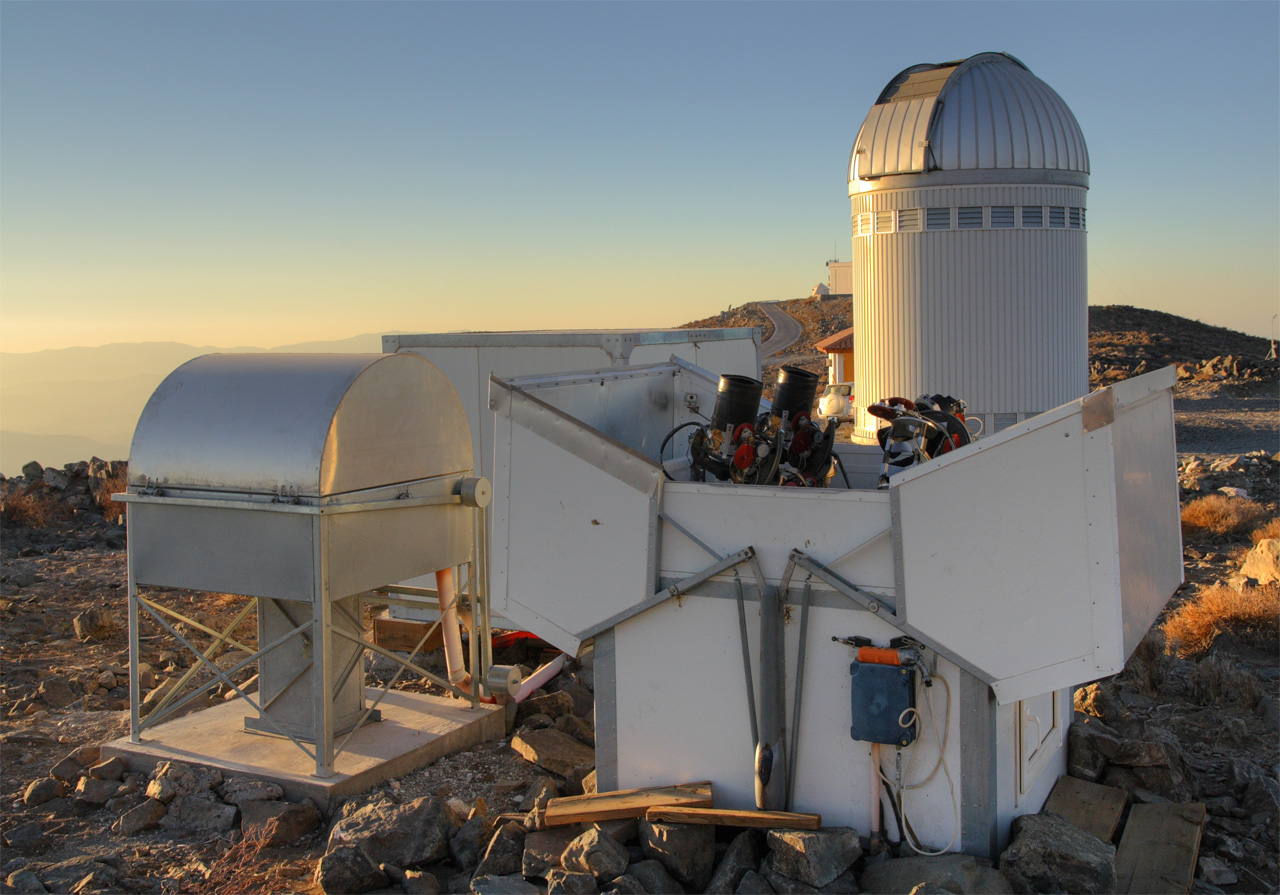

## 같이 보기
- 윌슨산 천문대